# Il coraggio (commedia)
Il coraggio è una commedia in un atto unico scritta nel 1932 da Eduardo De Filippo. Fu rappresentata per la prima volta il 18 febbraio 1937 dalla compagnia teatrale "Teatro Umoristico i De Filippo" al Teatro Politeama di Napoli. Il testo, tratto dalla commedia omonima di Augusto Novelli, non è mai stato pubblicato.

## Trama
Pilade tenta di suicidarsi gettandosi da un ponte ma viene salvato da Mario. Dopo alcuni mesi il primo si presenta dal suo salvatore lamentando l'atto dell'uomo, che nel frattempo è divenuto l'eroe del quartiere: non doveva salvarlo dal suicidio, perché stava morendo di fame e questa è una fine ancora più straziante dell'affogamento al quale si era destinato da solo.
Mario ci ragiona lungamente cacciandolo poi da casa dopo avergli dato dei soldi. Pilade comunica che tornerà a cercarne altri quando gli saranno terminati quelli e Mario, che aveva fino ad allora cantato la sacralità della vita, si trova costretto dai suoi stessi ragionamenti a dovergli fare la carità in futuro.